# Bambi (personnage)
Pour les articles homonymes, voir Bambi.
Bambi est un faon de fiction créé par le romancier Felix Salten dans Bambi, l'histoire d'une vie dans les bois, paru en 1923. Le roman a été adapté au cinéma en 1942 par les studios Disney sous la forme d'un long métrage d'animation : Bambi.

## Description

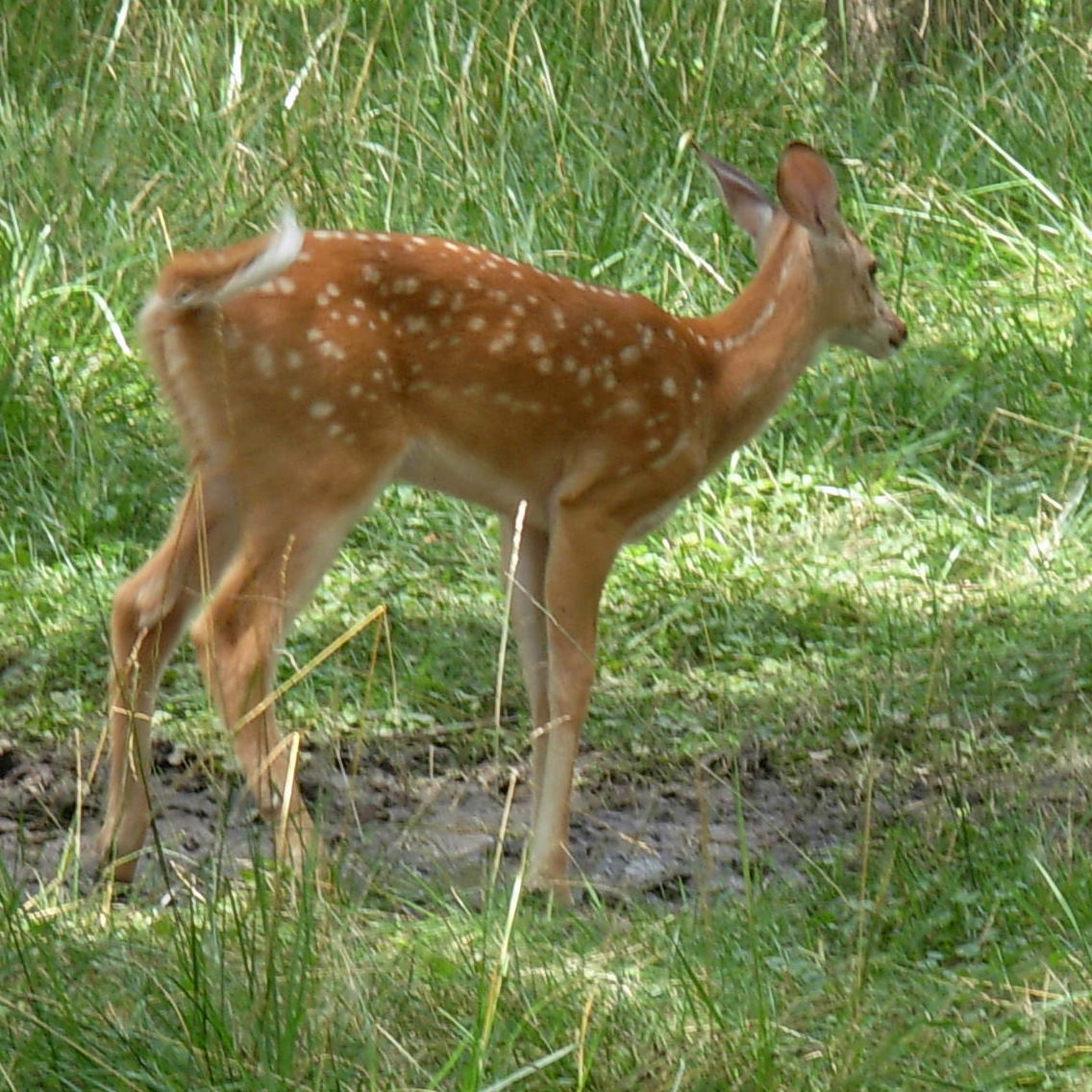
Faon de Virginie.

Bambi est un animal de fiction, un faon créé par le romancier Felix Salten dans Bambi, l'histoire d'une vie dans les bois, paru en 1923,. 
Le roman est adapté en 1942 par les studios Disney sous la forme d'un long métrage d'animation : Bambi,.
Le personnage-titre du film est un jeune faon malhabile sur ses pattes mais avec un avenir prometteur de « Grand Prince de la forêt ». Il apprend la vie auprès de sa mère et de deux compagnons de jeux, un lapin appelé Panpan et une moufette nommé Fleur.
Le héros Bambi est dessiné conjointement par Milt Kahl et Frank Thomas,. Pour Bambi, Kahl reproduit les caractéristiques du faon naturel mais sans les exagérer. De cette façon, il rend l'animal plus « adorable » et, en même temps, plus proche des enfants humains en agrandissant proportionnellement la taille de la face et des yeux. Cette initiative est présentée aux autres animateurs le 9 septembre 1939 et est reproduite pour les animaux proches de Bambi, certains aussi esquissés par Kahl.
Le film de Disney fait l'objet d'une suite, Bambi 2, sorti en 2006.

## Interprètes
Voix originales
- Bobby Stewart : Baby Bambi (Bambi bébé)
- Donnie Dunagan : Young Bambi (Bambi jeune)
- Hardie Albright : Adolescent Bambi (Bambi adolescent)
- John Sutherland : Adult Bambi (Bambi adulte)

Français
- doublage années 1970[7]
  - Franck Baugin : Bambi jeune
  - Bernard Alane : Bambi adulte
- doublage 1993[8]
  - Célim Mouhoubi : Bambi jeune
  - Bernard Gabay : Bambi adulte

## Filmographie
- Bambi, film d'animation de 1942
- Bambi 2, film d'animation de 2006

## Hommage
L'astéroïde (15845) Bambi, découvert en 1995, est nommé en son honneur.

### Livres originaux
- Bambi le chevreuil : une vie dans les bois (Bambi : Eine Lebensgeschichte aus dem Walde Bambi, 1923) / Felix Salten ; trad. Henri Bloch. Les Œuvres libres n° 86. Paris : Artheme Fayard, octobre 1928. Rééd. Stock, 1929.
- Les Enfants de Bambi : une famille dans la forêt (Bambis Kinder : Eine Familie im Walde) / Felix Salten ; trad. Monique Naves-Yersin ; dessins à la plume de Jean Bertle. Neuchâtel ; Paris : Delachaux & Niestlé, 1946, 235 p.